# Leire Ereño
Leire Ereño Osa (Pasajes, 1971) es una política vasca, concejala y teniente de alcalde de Pasajes y Presidenta de las Juntas Generales de Guipúzcoa.

## Biografía
Leire Ereño nació en Pasajes en 1971. Se licenció en Derecho en la Universidad del País Vasco en 1995 y un MBA Executive en Dirección de Empresas en la Universidad de Mondragón.
En 1995 fue elegida Teniente de Alcalde y Concejala de Urbanismo en el Ayuntamiento de Pasajes. En 1999 fue nombrada directora general de Medio Ambiente de la Diputación Foral de Guipúzcoa.
El 12 de junio de 2003 fue elegida Presidenta de las Juntas Generales de Guipúzcoa, siendo la segunda mujer que preside esta Institución foral, en el gobierno de coalición de PNV-EA, con Joxe Joan González de Txabarri como Diputado General.
Ereño también ha sido directora general de Finanzas y Presupuestos del Departamento de Hacienda y Finanzas de la Diputación Foral de Guipúzcoa (2010-2011).
También ha desempeñado cargos internos en su partido Eusko Alkartasuna, y ha formado parte de la ejecutiva nacional de EA.
En 2011 fue en las listas de Hamaikabat a las elecciones municipales de Éibar.
En las elecciones autonómicas de 2012 firmó un manifiesto de apoyo al PNV y a Urkullu junto a varios exmiembros de Eusko Alkartasuna y Hamaikabat. En consonancia con este posicionamiento, en las elecciones municipales de 2015 apoyó públicamente la candidatura de PNV de Éibar, y participó en los actos de campaña.